# Grand Prix automobile de France 1973
Résultats du Grand Prix de France de Formule 1 1973 qui a eu lieu sur le circuit Paul Ricard le 1er juillet.

## Classement
| Pos  | N° | Pilote               | Écurie       | Tours | Temps/Abandon         | Grille | Points |
| ---- | -- | -------------------- | ------------ | ----- | --------------------- | ------ | ------ |
| 1    | 2  | Ronnie Peterson      | Lotus-Ford   | 54    | 1 h 41 min 37 s 4     | 5      | 9      |
| 2    | 6  | François Cevert      | Tyrrell-Ford | 54    | +40 s 92              | 4      | 6      |
| 3    | 10 | Carlos Reutemann     | Brabham-Ford | 54    | +46 s 48              | 8      | 4      |
| 4    | 5  | Jackie Stewart       | Tyrrell-Ford | 54    | +46 s 93              | 1      | 3      |
| 5    | 3  | Jacky Ickx           | Ferrari      | 54    | +48 s 9               | 12     | 2      |
| 6    | 27 | James Hunt           | March-Ford   | 54    | + 1 min 22 s 54       | 14     | 1      |
| 7    | 4  | Arturo Merzario      | Ferrari      | 54    | + 1 min 29 s 19       | 10     |        |
| 8    | 7  | Denny Hulme          | McLaren-Ford | 54    | + 1 min 29 s 53       | 6      |        |
| 9    | 21 | Niki Lauda           | BRM          | 54    | + 1 min 45 s 76       | 17     |        |
| 10   | 12 | Graham Hill          | Shadow-Ford  | 53    | + 1 tour              | 16     |        |
| 11   | 20 | Jean-Pierre Beltoise | BRM          | 53    | + 1 tour              | 15     |        |
| 12   | 19 | Clay Regazzoni       | BRM          | 53    | + 1 tour              | 9      |        |
| 13   | 24 | Carlos Pace          | Surtees-Ford | 51    | + 3 tours             | 18     |        |
| 14   | 25 | Howden Ganley        | Iso-Ford     | 51    | + 3 tours             | 24     |        |
| 15   | 29 | Rikky von Opel       | Ensign-Ford  | 51    | + 3 tours             | 25     |        |
| 16   | 11 | Wilson Fittipaldi    | Brabham-Ford | 50    | + 4 tours             | 19     |        |
| Abd. | 8  | Jody Scheckter       | McLaren-Ford | 43    | Accident              | 2      |        |
| Abd. | 1  | Emerson Fittipaldi   | Lotus-Ford   | 41    | Accident              | 3      |        |
| Abs. | 23 | Mike Hailwood        | Surtees-Ford | 29    | Fuite d'huile         | 11     |        |
| Abd. | 9  | Andrea de Adamich    | Brabham-Ford | 28    | Arbre de transmission | 13     |        |
| Abd. | 15 | Reine Wisell         | March-Ford   | 20    | Surchauffe moteur     | 22     |        |
| Abd. | 16 | George Follmer       | Shadow-Ford  | 16    | Distribution essence  | 20     |        |
| Abd. | 26 | Henri Pescarolo      | Iso-Ford     | 16    | Surchauffe moteur     | 23     |        |
| Abd. | 14 | Jean-Pierre Jarier   | March-Ford   | 7     | Arbre de transmission | 7      |        |
| Abd. | 17 | Jackie Oliver        | Shadow-Ford  | 0     | Embrayage             | 21     |        |

Légende :
- Abd.=Abandon

## Pole position et record du tour
- Pole position : Jackie Stewart en 1 min 48 s 37 (vitesse moyenne : 193,005 km/h).
- Tour le plus rapide : Denny Hulme en 1 min 50 s 99 au 52e tour (vitesse moyenne : 188,449 km/h).

## Tours en tête
- Jody Scheckter : 41 (1-41)
- Ronnie Peterson : 13 (42-54)

## À noter
- 1re victoire pour Ronnie Peterson.
- 51e victoire pour Lotus en tant que constructeur.
- 59e victoire pour Ford Cosworth en tant que motoriste.
- 1er Grand Prix pour l'écurie Ensign.
- 1er Grand Prix pour Rikky von Opel.